# Edifici Cinema (Cassà de la Selva)
L'Edifici Cinema és una obra del municipi de Cassà de la Selva (Gironès) inclosa en l'Inventari del Patrimoni Arquitectònic de Catalunya.

## Descripció
Es tracta d'un edifici de planta rectangular utilitzat com a cinema. La façana presenta una composició clàssica, amb grans obertures actualment tapades. El conjunt s'acaba amb un frontó triangular amb ull de bou central. Hi ha motllures geomètriques pròpies de l'arquitectura clàssica.